# Wanda Maciejewska
Wanda Maciejewska (ur. 15 listopada 1906 w Suwałkach, zm. 19 marca 1988 w Warszawie) – historyk i  archiwistka. 

## Życiorys
Studiowała na UW, w 1931 obroniła pracę magisterską, w 1934 pracę doktorską napisaną pod kierunkiem Oskara Haleckiego. Zatrudniona jako asystentka w Katedrze Historii Europy Wschodniej w okresie 1932–1939. Podczas okupacji niemieckiej czynna w tajnym nauczaniu. Od 1948 czynna w państwowej służbie archiwalnej (pracowała w Archiwum Głównym Akt Dawnych oraz w Naczelnej Dyrekcji Archiwów Państwowych) – kierowała m.in. inwentaryzacją materiałów źródłowych do dziejów wsi i redagowała nowe wydanie polskiego słownika archiwalnego. Od 1957 kierownik działu ewidencji i informacji Biura Prac Naukowych Naczelnej Dyrekcji Archiwów Państwowych. Docent w od 1973. Kierownik Naczelnej Dyrekcji Archiwów Państwowych w okresie 1976–1977. Na emeryturze od 1980.

## Wybrane publikacje
- Dzieje Ziemi Połockiej w czasach Witolda 1385-1430, Wilno 1933 (Odbitka z "Ateneum Wileńskiego").
- Jadwiga Królowa Polska, Kraków 1934.
- (redakcja) Katalog inwentarzy dóbr ziemskich XVI-XVIII wieku sporządzony na podstawie ksiąg grodzkich i ziemskich, Warszawa: Naczelna Dyrekcja Archiwów Państwowych 1960.
- (redakcja) Polski słownik archiwalny, Warszawa – Łódź: PWN 1974 (wyd. 2 Przemyśl: Archiwum Państwowe 1998).
- Przewodnik po kartotece materiałów do dziejów wsi, Warszawa: Naczelna Dyrekcja Archiwów Państwowych 1959.
- Wojciech Kryski. Sekretarz kancelarji królewskiej Zygmunta Augusta, Warszawa 1936.
- Sprawy lekarskie w aktach Straży Praw (1791-1792) i Rady Nieustającej z okresu od 29. IV. 1793 do 16. IV. 1794 roku, oprac. Barbara Sobolowa i Wanda Maciejewska, skorowidz nazwisk, miejscowości i przedmiotów oprac. Jan Łyczkowski, Warszawa 1956.